# Präfektur Kagoshima
Kagoshima (jap. 鹿児島県 Kagoshima-ken, englisch Kagoshima Prefecture) ist eine der Präfekturen Japans. Sie liegt in der Region Kyūshū auf der Insel Kyūshū, vorgelagerten Inseln sowie den Satsunan-shotō („Satsuma-Süd-Inseln“), zu denen die Inselgruppen Amami, Tokara und Ōsumi gehören. Sitz der Präfekturverwaltung ist die gleichnamige Stadt Kagoshima (Kagoshima-shi).

## Politik
Gouverneur von Kagoshima ist seit Juli 2020 der ehemalige METI-Beamte Kōichi Shiota. Bei der Gouverneurswahl im Juli 2024 wurde er mit expliziter Unterstützung aus Liberaldemokratischer Partei (LDP), Kōmeitō und Demokratischer Volkspartei, aber ohne Gegenkandidat der größeren nationalen Oppositionsparteien Konstitutionell-Demokratische Partei (KDP) und Ishin no kai mit 59 % der Stimmen gegen die ehemalige LDP-Präfekturparlamentsabgeordnete Makiko Yonemaru (31,6 %) und eine KPJ-gestützte Kandidatin für eine zweite Amtszeit bestätigt.
Im 51-köpfigen Parlament verteidigte die LDP bei den Wahlen im April 2023 mit 33 Sitzen ihre absolute Mehrheit.
Im Repräsentantenhaus, dem Unterhaus des nationalen Parlaments wird Kagoshima nach der Repräsentantenhauswahl 2024 durch (Stand: November 2024) zwei KDP-Abgeordnete, einen Liberaldemokraten und Ex-Gouverneur Satoshi Mitazono vertreten, der parteilos zur LDP-Fraktion gehört. Im Senat, dem Oberhaus, vertreten seit 2001, als die Zahl der Mandate für Kagoshima von zwei auf eines pro Wahl gesenkt wurde, durchgehend Liberaldemokraten die Präfektur.
- KPJ: 1
- Kenmin Rengō („Bürgerbund“; mit KDP): 7
- Fraktionslos: 6
- Kōmeitō: 3
- LDP: 34

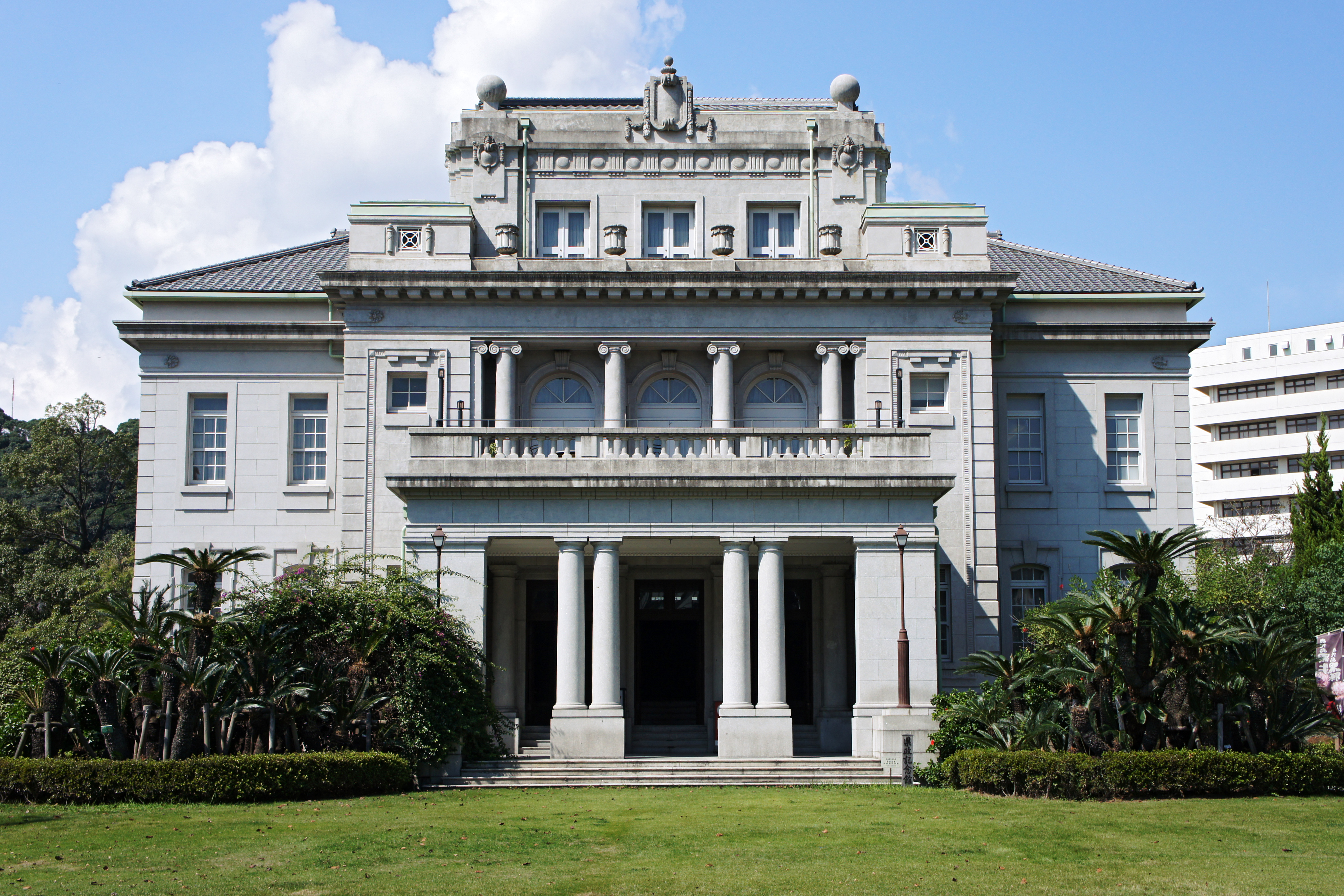
Das ehemalige Hauptgebäude der Präfekturverwaltung – entworfen von Sone Tatsuzō.
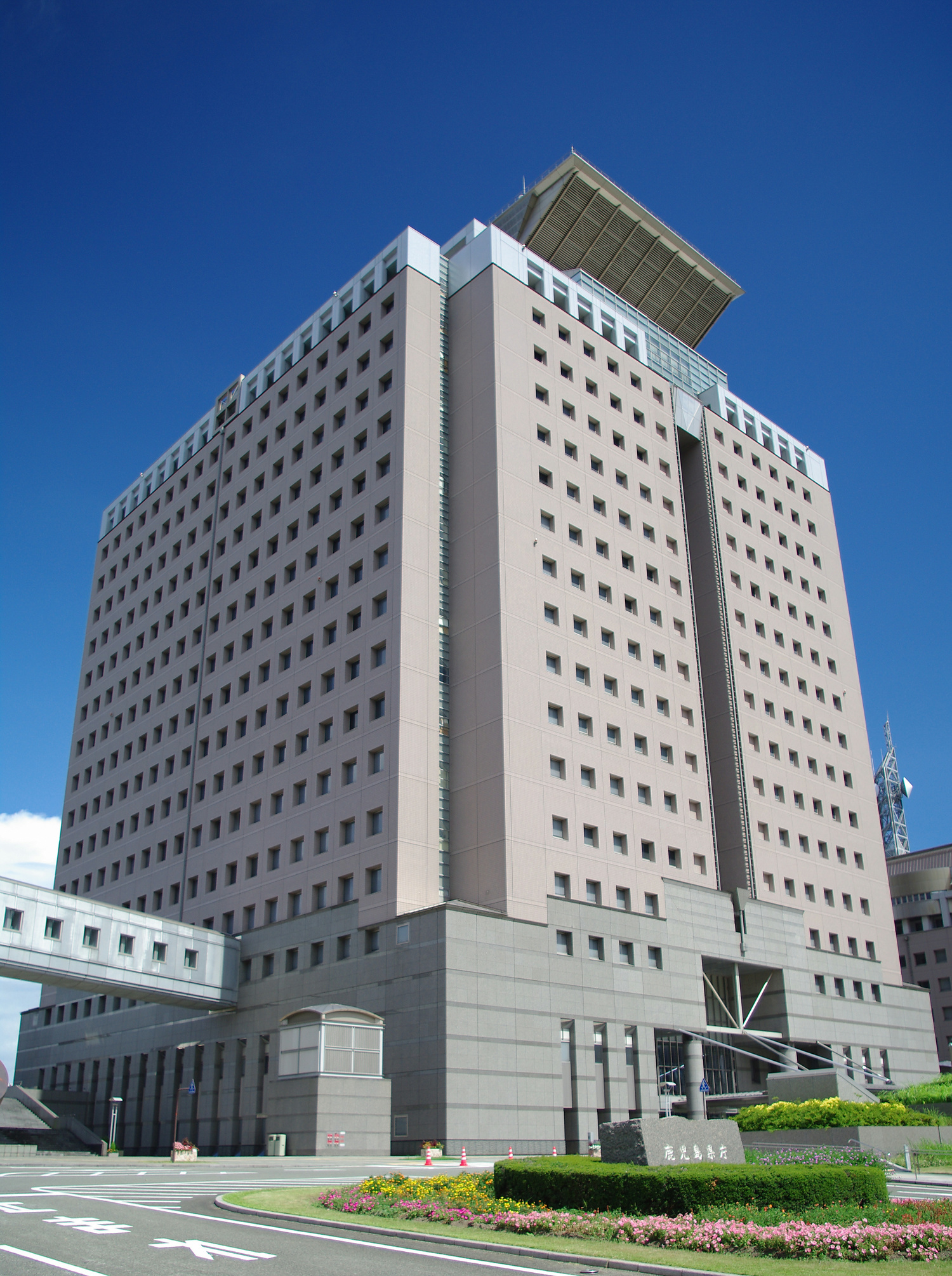
Das Hauptgebäude der Präfekturverwaltung im 1996 fertiggestellten neuen Gebäudekomplex.

## Wirtschaft
Der größte Teil des Wirtschaftssektors konzentriert sich auf Kagoshima-Stadt und das Umland, was dem Umfang der ehemaligen Provinz Satsuma entspricht. Der östliche Teil der Präfektur, die ehemalige Ōsumi-Provinz, ist überwiegend ländlich geprägt und weist einen allgemeinen Bevölkerungsrückgang auf.
Die Präfektur ist stark landwirtschaftlich geprägt, was sich in ihren bekanntesten Exportprodukten widerspiegelt:grüner Tee, Süßkartoffeln, Rettich, Pongee-Reis, Satsuma, Berkshire-Schweinefleisch ("kurobuta") und lokales Black Wagyu-Rindfleisch. Die Präfektur Kagoshima ist nach der Präfektur Shizuoka der zweitgrößte Produzent von Bonitoflocken. Außerdem wird hier die größte Menge an Unagi-Aalen in Japan produziert.
Die Japanische Agentur für Luft- und Raumfahrt (JAXA) hat mehrere Einrichtungen in der Präfektur, darunter die wichtigste Startanlage des Landes auf Tanegashima und das Uchinoura Space Center.
Das Bruttoinlandsprodukt der Präfektur beläuft sich auf rund 5.548,7 Billionen Yen, und die Zahl der Beschäftigten beträgt etwa 791.000.

## Verwaltungsgliederung
Die Präfektur gliedert sich seit März 2010 in 19 kreisfreie Städte (-shi) sowie 20 (historisch kreisangehörige) Städte (町 -chō) und 4 Dörfer (村 -mura/son). Bis Ende September 2004 bestanden noch 14 kreisfreie Städte, 73 Städte und 9 Dörfer.
Ab Oktober 2004 fand in Kagoshima ebenso wie in allen anderen Präfekturen in den 2000er Jahren eine Gebietsreform statt, die „Großen Heisei-Fusionen“ (Heisei daigappei), die hauptsächlich eine Verringerung der Verwaltungseinheiten durch Zusammenlegung verfolgte. So hat die Präfektur-Hauptstadt einige Vorstädte eingemeindet, und verschiedene Städte und Ortschaften wurden zusammengelegt. Zwischen November 2005 und November 2008 wurden vier der bestehenden 12 Landkreise aufgelöst. Derzeit bestehen noch acht Landkreise (郡 -gun), davon die Hälfte mit jeweils nur einer Gemeinde.
Die Präfekturhauptstadt ist seit 1996 eine Chūkakushi („Kernstadt“).
| Code               | Name                                             | Name           | Kreis (-gun) | Fläche (in km²) | Bevölkerung  | Bevölkerung | Bevölkerungs- dichte (Ew./km²) |
| Code               | lateinisch                                       | japanisch      | Kreis (-gun) | 1. Januar 2023  | 1. März 2021 | 01.10.2015  | 01.10.2015                     |
| ------------------ | ------------------------------------------------ | -------------- | ------------ | --------------- | ------------ | ----------- | ------------------------------ |
| 46201              | Kagoshima-shi („Stadt Kagoshima“)                | 鹿児島市       | –            | 547,61          | 593.754      | 599.814     | 1095,39                        |
| 46203              | Kanoya-shi                                       | 鹿屋市         | –            | 448,15          | 100.880      | 103.608     | 231,19                         |
| 46204              | Makurazaki-shi                                   | 枕崎市         | –            | 74,78           | 19.817       | 22.046      | 294,81                         |
| 46206              | Akune-shi                                        | 阿久根市       | –            | 134,28          | 19.009       | 21.198      | 157,85                         |
| 46208              | Izumi-shi                                        | 出水市         | –            | 329,98          | 51.893       | 53.758      | 162,91                         |
| 46210              | Ibusuki-shi                                      | 指宿市         | –            | 148,82          | 38.571       | 41.831      | 281,05                         |
| 46213              | Nishinoomote-shi                                 | 西之表市       | –            | 205,57          | 14.694       | 15.967      | 77,64                          |
| 46214              | Tarumizu-shi                                     | 垂水市         | –            | 162,12          | 13.688       | 15.520      | 95,73                          |
| 46215              | Satsuma-Sendai-shi („Stadt Sendai [in] Satsuma“) | 薩摩川内市     | –            | 682,92          | 91.875       | 96.076      | 140,68                         |
| 46216              | Hioki-shi                                        | 日置市         | –            | 253,01          | 46.671       | 49.249      | 194,65                         |
| 46217              | Soo-shi                                          | 曽於市         | –            | 390,14          | 32.849       | 36.557      | 93,71                          |
| 46218              | Kirishima-shi                                    | 霧島市         | –            | 603,17          | 123.812      | 125.857     | 208,66                         |
| 46219              | Ichiki-Kushikino-shi                             | いちき串木野市 | –            | 112,30          | 27.080       | 29.282      | 260,75                         |
| 46220              | Minami-Satsuma-shi („Stadt Süd-Satsuma“)         | 南さつま市     | –            | 283,59          | 32.503       | 35.439      | 124,97                         |
| 46221              | Shibushi-shi                                     | 志布志市       | –            | 290,27          | 29.267       | 31.479      | 108,44                         |
| 46222              | Amami-shi                                        | 奄美市         | –            | 308,33          | 41.049       | 43.156      | 139,99                         |
| 46223              | Minami-Kyūshū-shi („Stadt Süd-Kyūshū“)           | 南九州市       | –            | 357,91          | 33.115       | 36.352      | 101,57                         |
| 46224              | Isa-shi                                          | 伊佐市         | –            | 392,56          | 24.131       | 26.810      | 68,30                          |
| 46225              | Aira-shi                                         | 姶良市         | –            | 231,25          | 76.610       | 75.173      | 325,07                         |
| 46303              | Mishima-mura                                     | 三島村         | Kagoshima    | 31,39           | 404          | 407         | 12,97                          |
| 46304              | Toshima-mura                                     | 十島村         | Kagoshima    | 101,14          | 761          | 756         | 7,47                           |
| 46392              | Satsuma-chō                                      | さつま町       | Satsuma      | 303,90          | 20.093       | 22.400      | 73,71                          |
| 46404              | Nagashima-chō                                    | 長島町         | Izumi        | 116,19          | 9654         | 10.431      | 89,78                          |
| 46452              | Yūsui-chō                                        | 湧水町         | Aira         | 144,29          | 9265         | 10.327      | 71,57                          |
| 46468              | Ōsaki-chō                                        | 大崎町         | Soo          | 100,64          | 12.092       | 13.241      | 131,53                         |
| 46482              | Higashi-Kushira-chō („Stadt Ost-Kushira“)        | 東串良町       | Kimotsuki    | 27,85           | 6188         | 6.530       | 235,06                         |
| 46490              | Kinkō-chō                                        | 錦江町         | Kimotsuki    | 163,19          | 6808         | 7.923       | 48,55                          |
| 46491              | Minami-Ōsumi-chō                                 | 南大隅町       | Kimotsuki    | 213,59          | 6292         | 7.542       | 35,31                          |
| 46492              | Kimotsuki-chō                                    | 肝付町         | Kimotsuki    | 308,05          | 14.114       | 15.664      | 50,84                          |
| 46501              | Naka-Tane-chō („Stadt Mittel-Tane“)              | 中種子町       | Kumage       | 136,94          | 7514         | 8.135       | 59,30                          |
| 46502              | Minami-Tane-chō („Stadt Süd-Tane“)               | 南種子町       | Kumage       | 110,00          | 5350         | 5.745       | 52,06                          |
| 46505              | Yakushima-chō                                    | 屋久島町       | Kumage       | 540,44          | 11.829       | 12.913      | 23,89                          |
| 46523              | Yamato-son                                       | 大和村         | Ōshima       | 88,26           | 1358         | 1.530       | 17,34                          |
| 46524              | Uken-son                                         | 宇検村         | Ōshima       | 103,07          | 1640         | 1.722       | 16,71                          |
| 46525              | Setouchi-chō                                     | 瀬戸内町       | Ōshima       | 239,65          | 8526         | 9.042       | 37,73                          |
| 46527              | Tatsugō-chō                                      | 龍郷町         | Ōshima       | 81,82           | 5753         | 5.806       | 70,96                          |
| 46529              | Kikai-chō                                        | 喜界町         | Ōshima       | 56,82           | 6602         | 7.212       | 126,93                         |
| 46530              | Tokunoshima-chō                                  | 徳之島町       | Ōshima       | 104,92          | 10.194       | 11.160      | 106,37                         |
| 46531              | Amagi-chō                                        | 天城町         | Ōshima       | 80,40           | 5465         | 5.975       | 74,32                          |
| 46532              | Isen-chō                                         | 伊仙町         | Ōshima       | 62,71           | 5958         | 6.362       | 101,45                         |
| 46533              | Wadomari-chō                                     | 和泊町         | Ōshima       | 40,39           | 6233         | 6.783       | 167,94                         |
| 46534              | China-chō                                        | 知名町         | Ōshima       | 53,30           | 5686         | 6.213       | 116,57                         |
| 46535              | Yoron-chō                                        | 与論町         | Ōshima       | 20,58           | 4992         | 5.186       | 251,99                         |
| 46000 (ISO: JP-46) | Kagoshima-ken („Präfektur Kagoshima“)            | 鹿児島県       | –            | 9.186,33        | 1.586.435    | 1.648.177   | 179,40                         |

## Größte Orte
| Census-Jahr     | Einwohner | Einwohner | Einwohner | Einwohner |
| Census-Jahr     | 2015      | 2010      | 2005      | 2000      |
| --------------- | --------- | --------- | --------- | --------- |
| Kagoshima       | 599.814   | 605.846   | 604.367   | 552.098   |
| Kirishima       | 125.857   | 127.487   | ——        | ——        |
| Kanoya          | 103.608   | 105.070   | 81.471    | 81.084    |
| Satsumasendai   | 96.076    | 99.589    | 102.370   | ——        |
| Aira            | 75.173    | 74.809    | ——        | ——        |
| Izumi           | 53.758    | 55.621    | 39.155    | 39.708    |
| Hioki           | 49.249    | 50.822    | 52.411    | ——        |
| Amami           | 43.156    | 46.121    | ——        | ——        |
| Ibusuki         | 41.831    | 44.396    | 29.649    | 30.640    |
| Soo             | 36.557    | 39.221    | 42.287    | ——        |
| Minamikyūshū    | 36.352    | 39.065    | ——        | ——        |
| Minamisatsuma   | 35.439    | 38.704    | ——        | ——        |
| Shibushi        | 31.479    | 33.034    | ——        | ——        |
| Ichikikushikino | 29.282    | 31.144    | ——        | ——        |
| Isa             | 26.810    | 29.304    | ——        | ——        |
| Makurazaki      | 22.046    | 23.638    | 25.150    | 26.317    |
| Akune           | 21.198    | 23.154    | 25.072    | 26.270    |
| Nishinoomote    | 15.967    | 16.951    | 18.198    | 18.866    |
| Tarumizu        | 15.520    | 17.248    | 18.928    | 20.107    |
| Sendai          | ——        | ——        | ——        | 73.236    |
| Kokubu          | ——        | ——        | 55.341    | 53.966    |
| Naze            | ——        | ——        | 41.049    | 43.015    |
| Kushikino       | ——        | ——        | 25.879    | 27.047    |
| Kaseda          | ——        | ——        | 23.506    | 24.187    |
| Ōkuchi          | ——        | ——        | 22.119    | 23.594    |

12. Oktober 2004: Die Stadt Sendai und 8 weitere Gemeinden fusionieren zur neuen Stadt Satsumasendai.

1. Mai 2005: 4 Gemeinden fusionieren zur neuen Stadt Hioki.

1. Juli 2005: 3 Gemeinden fusionieren zur neuen Stadt Soo.

11. Oktober 2005: Die Stadt Kushikino fusioniert mit einer weiteren Gemeinde zur neuen Stadt Ichikikushikino.

7. November 2005: Die Gemeinde Kirishima (-chō) fusioniert mit der Stadt Kokubu und weiteren 5 Gemeinden zur Stadt Kirishima.

1. Januar 2006: Die Gemeinde Shibushi (-chō) fusioniert mit 2 weiteren Gemeinden zur neuen Stadt Shibuchi.

20. März 2006: Die Stadt Naze und 2 Gemeinden fusionieren zur neuen Stadt Amamai.

1. Dezember 2007: 3 Gemeinden fusionieren zur neuen Stadt Minamikyūshū.

1. November 2008: Die Stadt Ōkuchi und eine weitere Gemeinden fusionieren zur neuen Stadt Isa.

23. März 2010: Die Gemeinde Aira (-chō) fusioniert mit 2 weiteren Gemeinden und wird zur Stadt erhoben.

## Bevölkerungsentwicklung der Präfektur
| Census- Jahr | Gesamt- Bevölkerung | männliche Bevölkerung | weibliche Bevölkerung | Geschlechter- verhältnis Männer auf 1000 Frauen | Fläche in km2 | Bevölkerungs- dichte Einw. je km2 |
| ------------ | ------------------- | --------------------- | --------------------- | ----------------------------------------------- | ------------- | --------------------------------- |
| 1920         | 1.415.582           | 682.243               | 733.339               | 930                                             | 9081,32       | 155,9                             |
| 1925         | 1.472.193           | 713.702               | 758.491               | 941                                             | 9081,32       | 162,1                             |
| 1930         | 1.556.690           | 753.644               | 803.046               | 939                                             | 9081,32       | 171,4                             |
| 1935         | 1.591.466           | 773.126               | 818.340               | 945                                             | 9103,81       | 174,8                             |
| 1940         | 1.589.467           | 765.603               | 823.864               | 929                                             | 9103,81       | 174,6                             |
| 1945         | 1.538.466           | 699.455               | 839.011               | 834                                             | 9170,97       | 167,8                             |
| 1950         | 1.804.118           | 868.963               | 935.155               | 929                                             | 7913,22       | 228,0                             |
| 1955         | 2.044.112           | 985.617               | 1.058.495             | 931                                             | 9140,17       | 223,6                             |
| 1960         | 1.963.104           | 935.282               | 1.027.822             | 910                                             | 9140,17       | 214,8                             |
| 1965         | 1.853.541           | 872.751               | 980.790               | 890                                             | 9141,58       | 202,8                             |
| 1970         | 1.729.150           | 803.980               | 925.170               | 869                                             | 9144,97       | 189,1                             |
| 1975         | 1.723.902           | 804.365               | 919.537               | 875                                             | 9153,38       | 188,3                             |
| 1980         | 1.784.623           | 839.392               | 945.231               | 888                                             | 9162,81       | 194,8                             |
| 1985         | 1.819.270           | 856.493               | 962.777               | 890                                             | 9165,03       | 198,5                             |
| 1990         | 1.797.824           | 842.474               | 955.350               | 882                                             | 9183,26       | 195,8                             |
| 1995         | 1.794.224           | 840.980               | 953.244               | 882                                             | 9185,99       | 195,3                             |
| 2000         | 1.786.194           | 837.979               | 948.215               | 884                                             | 9186,71       | 194,4                             |
| 2005         | 1.753.179           | 819.646               | 933.533               | 878                                             | 9187,69       | 190,8                             |
| 2010         | 1.706.242           | 796.896               | 909.346               | 876                                             | 9188,78       | 185,7                             |
| 2015         | 1.648.177           | 773.061               | 875.116               | 883                                             | 9186,94       | 179,4                             |